# Sveriges ambassad i Buenos Aires
Sveriges ambassad i Buenos Aires är Sveriges diplomatiska beskickning i Argentina som är belägen i landets huvudstad Buenos Aires. Beskickningen består av en ambassad, ett antal svenskar utsända av Utrikesdepartementet (UD) och lokalanställda. Ambassadör sedan 2023 är Torsten Ericsson. Ambassadören är även sidoackrediterad till Uruguay och Paraguay. Ambassaden är direkt underställd Utrikesdepartementet och har som främsta uppgift att främja och bevaka svenska intressen inom dess arbetsområde.

## Historia
De diplomatiska relationerna mellan Sverige och Argentina härrör från 1834 när ett konsulat upprättades i Buenos Aires. Därefter har svenska och argentinska ambassader etablerats i respektive huvudstad. En svensk kyrka (ursprungligen en sjömanskyrka) återfinns i Buenos Aires samt en svensk förening och en svensk-argentinsk handelskammare. Exportrådet öppnade ett handelssekreterarkontor i Buenos Aires i mars 2006.
Ambassaden var tidigare belägen på våning sex och sju i Casa de Suecia i huvudstaden som byggdes 1951. Statens fastighetsverk köpte våningarna i augusti 1995 och byggstart ägde rum i februari 1996. Under hösten 2016 flyttades dock ambassaden till det nyexploaterade finansområdet Puerto Madero.
Den 22 december 2010 meddelades att Sveriges regering samma dag beslutat att stänga ambassaden av ekonomiska skäl under 2011. Den 22 september 2011 beslutades det dock att avvecklingen av ambassaden skulle avbrytas och verksamheten skulle fortsätta.

## Beskickningschefer
| Namn                       | Period    | Funktion         | Anmärkning                                                     |
| -------------------------- | --------- | ---------------- | -------------------------------------------------------------- |
| Olof Gyldén                | 1906–1910 | Ministerresident |                                                                |
| Gerhard Löwen              | 1910–1918 | Ministerresident |                                                                |
| Carl Hultgren              | 1918–1925 | Envoyé           | Sidoackrediterad i Santiago de Chile, Asunción och Montevideo. |
| Einar Ekstrand             | 1925–1931 | Envoyé           | Sidoackrediterad i Santiago de Chile, Asunción och Montevideo. |
| Christian Günther          | 1931–1934 | Envoyé           | Sidoackrediterad i Santiago de Chile, Asunción och Montevideo. |
| Einar Modig                | 1934–1939 | Envoyé           | Sidoackrediterad i Santiago de Chile, Asunción och Montevideo. |
| Wilhelm Winther            | 1940–1945 | Envoyé           | Sidoackrediterad i Asunción och Montevideo.                    |
| Carl Olof Gisle            | 1946–1948 | Envoyé           | Sidoackrediterad i Asunción och Montevideo.                    |
| Herbert Ribbing            | 1949–1957 | Envoyé           | Sidoackrediterad i Asunción.                                   |
| Herbert Ribbing            | 1957–1958 | Ambassadör       | Sidoackrediterad i Asunción.                                   |
| Carl-Herbert Borgenstierna | 1958–1963 | Ambassadör       | Sidoackrediterad i Asunción.                                   |
| Östen Lundborg             | 1964–1972 | Ambassadör       | Sidoackrediterad i Asunción.                                   |
| Sven Fredrik Hedin         | 1973–1975 | Ambassadör       |                                                                |
| Per Bertil Kollberg        | 1976–1977 | Ambassadör       |                                                                |
| Karl-Anders Wollter        | 1977–1980 | Ambassadör       |                                                                |
| Lars Karlström             | 1980–1983 | Ambassadör       | Sidoackrediterad i Montevideo.                                 |
| Bengt Friedman             | 1983–1986 | Ambassadör       | Sidoackrediterad i Montevideo (från 1981).                     |
| Ethel Wiklund              | 1986–1987 | Ambassadör       | Sidoackrediterad i Asunción och Montevideo.                    |
| Anders Sandström           | 1987–1994 | Ambassadör       | Sidoackrediterad i Asunción och Montevideo.                    |
| Håkan Granqvist            | 1994–1997 | Ambassadör       | Sidoackrediterad i Asunción och Montevideo.                    |
| Peter Landelius            | 1997–2001 | Ambassadör       | Sidoackrediterad i Asunción och Montevideo.                    |
| Madeleine Ströje-Wilkens   | 2001–2005 | Ambassadör       | Sidoackrediterad i Asunción och Montevideo.                    |
| Arne Rodin                 | 2005–2010 | Ambassadör       | Sidoackrediterad i Asunción och Montevideo.                    |
| Charlotte Wrangberg        | 2010–2013 | Ambassadör       | Sidoackrediterad i Asunción och Montevideo.                    |
| Gufran Al-Nadaf            | 2013–2016 | Ambassadör       | Sidoackrediterad i Asunción och Montevideo.                    |
| Barbro Elm                 | 2016–2019 | Ambassadör       | Sidoackrediterad i Asunción och Montevideo.                    |
| Anders Carlsson            | 2019–2023 | Ambassadör       | Sidoackrediterad i Asunción och Montevideo.                    |
| Torsten Ericsson           | 2023–idag | Ambassadör       | Sidoackrediterad i Asunción och Montevideo.                    |